# Atelopus quimbaya
Atelopus quimbaya är en groddjursart som beskrevs av Pedro M. Ruiz-Carranza och Mariela Osorno-Muñoz 1994. Atelopus quimbaya ingår i släktet Atelopus och familjen paddor. IUCN kategoriserar arten globalt som akut hotad. Inga underarter finns listade.